# جامع السلطان أحمد
جامع السلطان أحمد (بالتركية: Sultan Ahmet Camii)‏ ويُعرف أيضا خارج تركيا باسم الجامع الأزرق (بالإنجليزية: The Blue Mosque)‏، بناه السلطان أحمد الأول وهو أحد أشهر وأهم المساجد في مدينة إسطنبول التركية. يقع المسجد في ميدان السلطان أحمد ويقابله مسجد آيا صوفيا، الذي حوله أتاتورك إلى متحف ثم أُعيد مسجداً. ويشتهر جامع السلطان أحمد بعمارته المميزة حيث يُعد من أهم وأضخم المساجد في العالم الإسلامي.

## عمارة المسجد
بُني المسجد بين عامي 1018هـ - 1026هـ / 1609م - 1616م، بحسب أحد النقوش الموجودة على أحد أبوابه. وكان مهندسه المعماري محمد آغا أشهر المعماريين الأتراك بعد سنان باشا وداود أغا. يقع المسجد جنوب جامع آيا صوفيا وشرق ميدان السباق البيزنطي القديم. ولهُ سور مرتفع يحيط به من ثلاث جهات، وفي السور خمسة أبواب، ثلاثة منها تؤدي إلى صحن المسجد واثنان إلى قاعة الصلاة.
يتكون الصحن من فناء كبير، ويتوسط الصحن ميضأة سداسية محمولة على ستة أعمدة، وأكبر الأبواب التي تؤدي إلى الصحن يظهر فيه التأثر بالفن الفارسي.

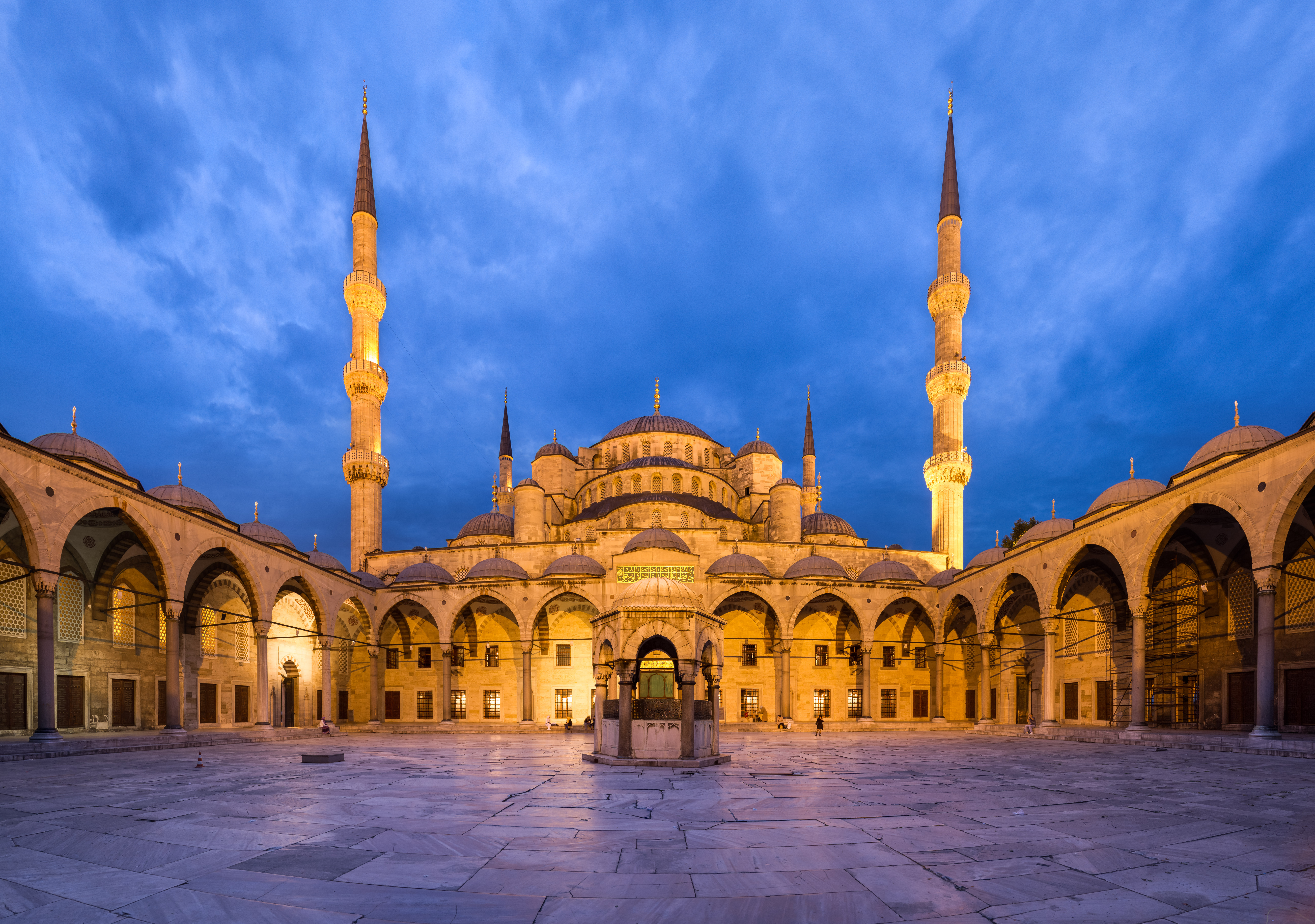
صحن المسجد، عند الغسق.

### المهندس المعماري
شيد المعماري العثماني صدفكار محمد أغا (بالتركية:  Sedefkâr Mehmed Ağa)‏ المسجد وفق أفكار مُعلمه معمار سنان، وسعى إلى تشييدهِ بحجم يمثل العظمة والروعة.

### من الخارج
للمسجد خمس قباب كبيرة رئيسية، ست مآذن، وثمان قباب صغيرة. وجاء التصميم ليعكس مئتا عام من الخبرة العثمانية في بناء المساجد. تتضمن عمارة المسجد بعض العناصر المعمارية المسيحية البيزنطية المأخوذة من مبنى آيا صوفيا المجاور لهٌ على بُعد مع العمارة الإسلامية التقليدية، وهو يعتبر آخر المساجد العظيمة في فترة العمارة العثمانية التقليدية (الكلاسيكية).

### من الداخل
المسجد من الداخل على شكل مستطيل طول ضلعيه 64 م و 72 م وتتوسطه قبة كبيرة يحفها أربعة أنصاف قباب، كما أن كل ركن من أركان المسجد مغطى بقباب صغيرة بها عدد كبير من النوافذ المُنفذة للضوء.

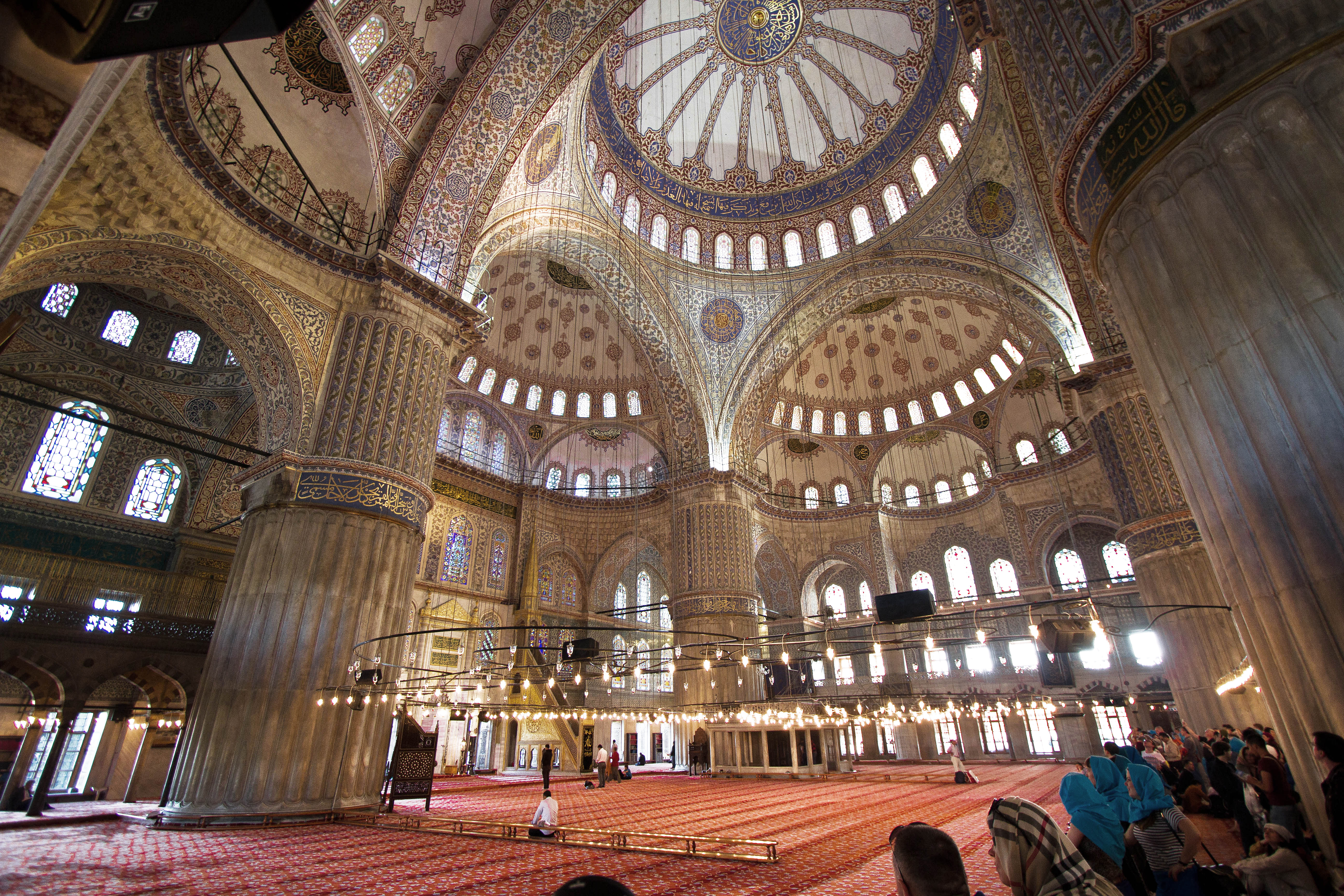
داخليا: منطقة الصلاة والقبة الرئيسية.

## الوصول إليه
يمكن الوصول إلى جامع السلطان أحمد في إسطنبول بواسطة ترامواي T1 «باغجلار-كابتاش»، والنزول عند محطة «السلطان أحمد»، ثم المشي حوالي خمس دقائق للوصول إليه وإلى جامع آيا صوفيا.

## قصة المآذن الست

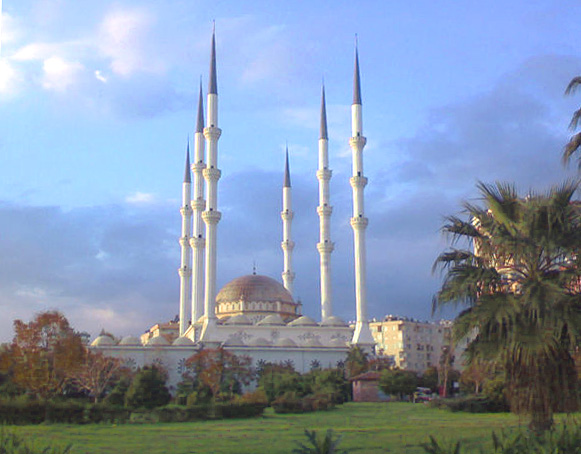
جامع حضرة الصحابي "المقداد" في مرسين، له ست مآذن.

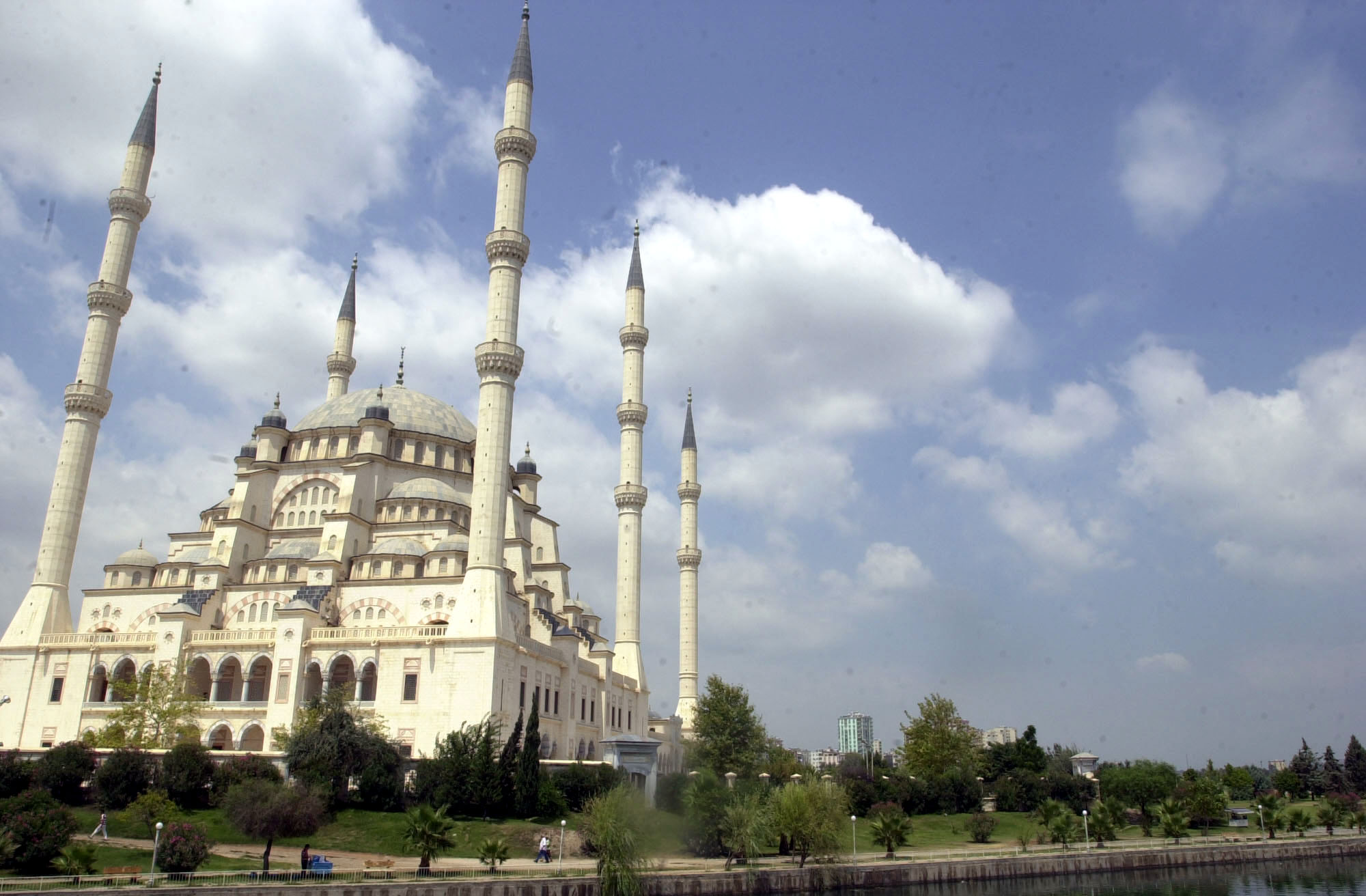
جامع صابانجى المركزي في أضنة، له ست مآذن.

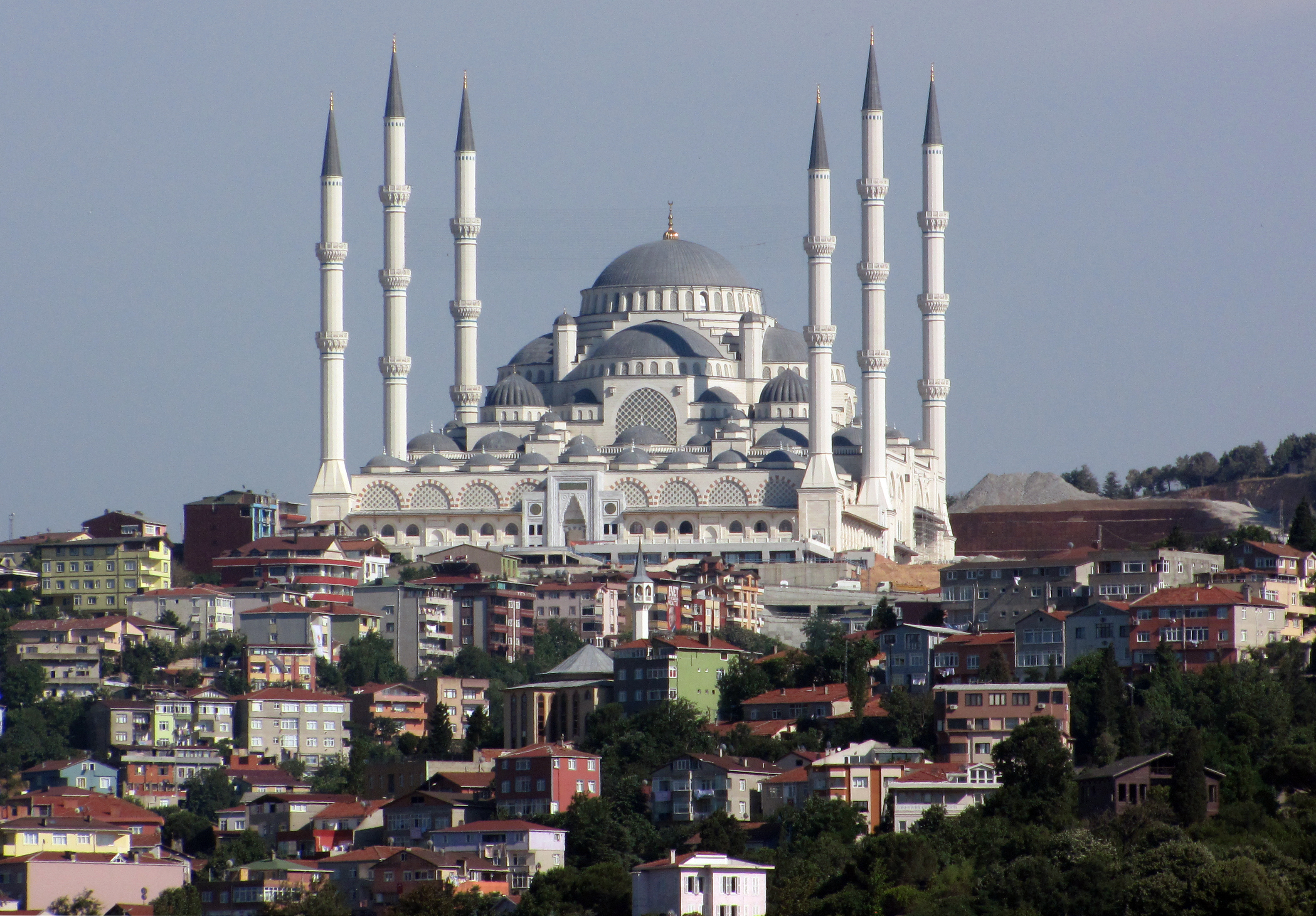
جامع تشامليجا باسطنبول له ست مآذن.

مسجد السلطان أحمد هو أحد أربعة مساجد حصرية في تركيا لها ست مآذن، والمساجد الأخرى هي:
- جامع صابانجي المركزي (بالتركية: Sabancı Merkez Camii)‏ في أضنة، والذي بُني عام 1998م.
- جامع حضرة المقداد (بالتركية: Hazreti Mikdad Camisi)‏ [6] في مرسين، منطقة يني شهير (Yenişehir)، لإسم الصحابي الجليل المقداد بن عمرو أحد السابقين الأولين إلى الإسلام والمدفون في البقيع بالمدينة النورة.
- جامع تشامليجا (بالتركية: Çamlıca Camii)‏ في منطقة أسكدار باسطنبول، وتم افتتاحه في 1 يوليو 2016م.

يعلو المسجد ست مآذن لاقت صعوبات في تشييدها، إذ كان المسجد الحرام في مكة المكرمة يحتوي على ست مآذن. لاقى السلطان أحمد نقدا كبيرا على فكرة المآذن الست باعتبارها مقارنةً أو تشبيهاً بالمسجد الحرام في مكة المكرمة، ولكنه تغلب على هذه المشكلة بأن أمر ببناء مئذنة سابعة في المسجد الحرام ليكون مسجده هو المسجد الوحيد في إسطنبول وتركيا (حتى وقت بنائه) الذي يحوي ست مآذن، بينما ينفرد المسجد الحرام بسبعة مآذن وحده.
يُقال أن السلطان أحمد قبل توجهه للحج كان قد أمر رئيس وزرائه ببناء مأذنة من الذهب الخالص للمسجد، وكلمة ذهب في التركية اسمها: «ألتين» (بالتركية: altın)‏، ولكن رئيس الوزراء سمعها خطأً بـ «ألتي» (بالتركية: altı)‏ والتي معناها: عدد «ستة» باللغة التركية بدلا من «ألتين» (أي «ذهبية»)، فبنى ست مآذن بدلا من أن يبني مأذنة ذهبية.

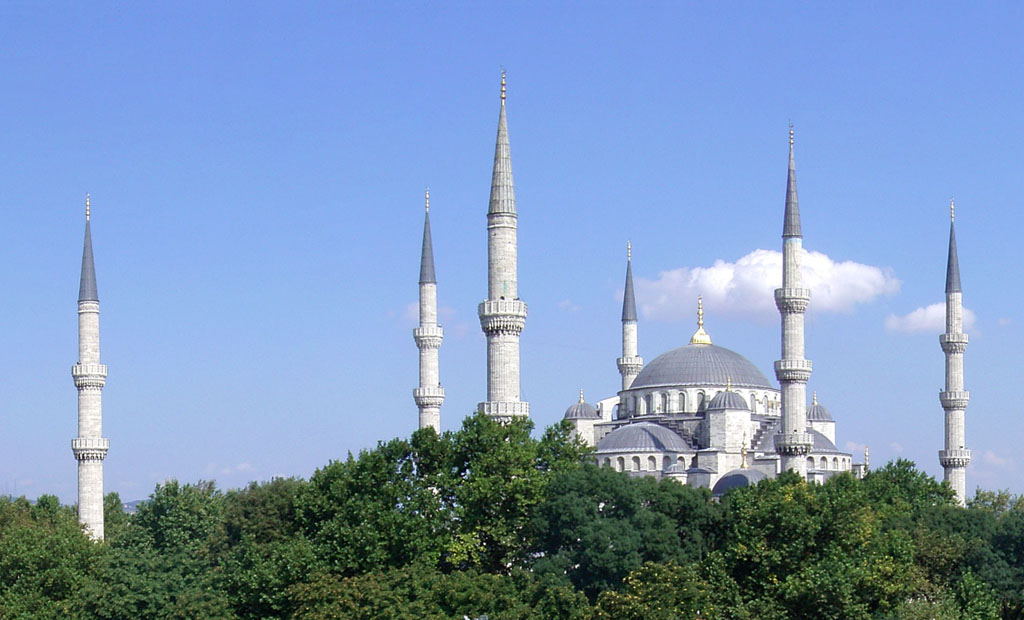
مآذن المسجد الست.

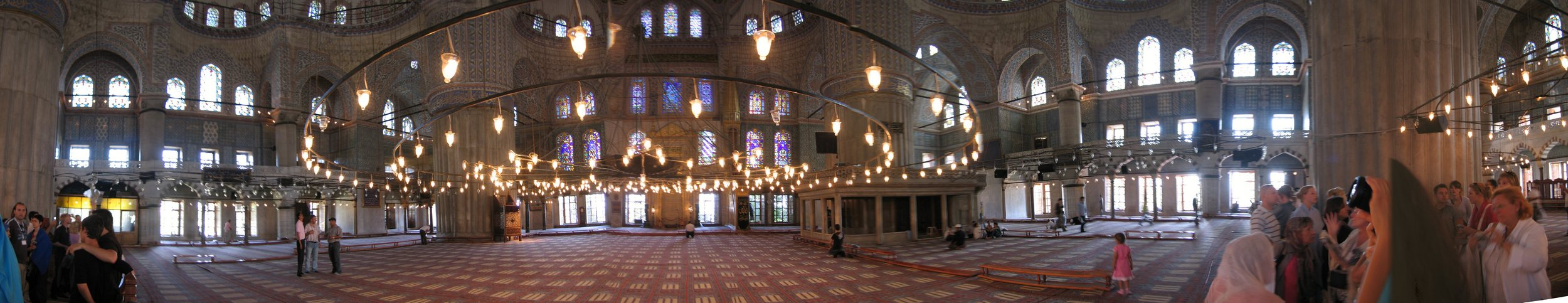
نظرة من داخل جامع السلطان أحمد.

## معرض الصور

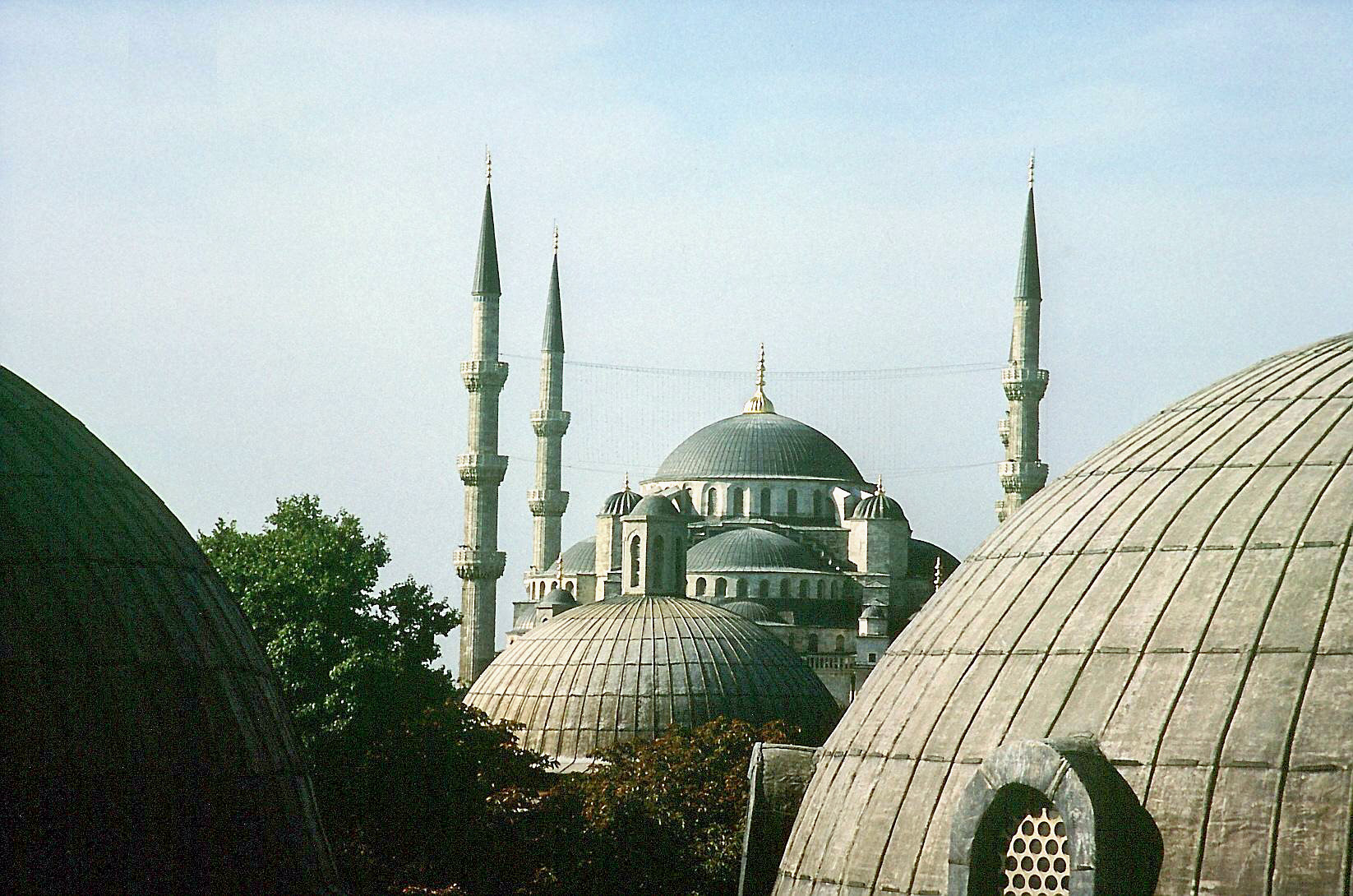
نظرة علي المسجد من آيا صوفيا
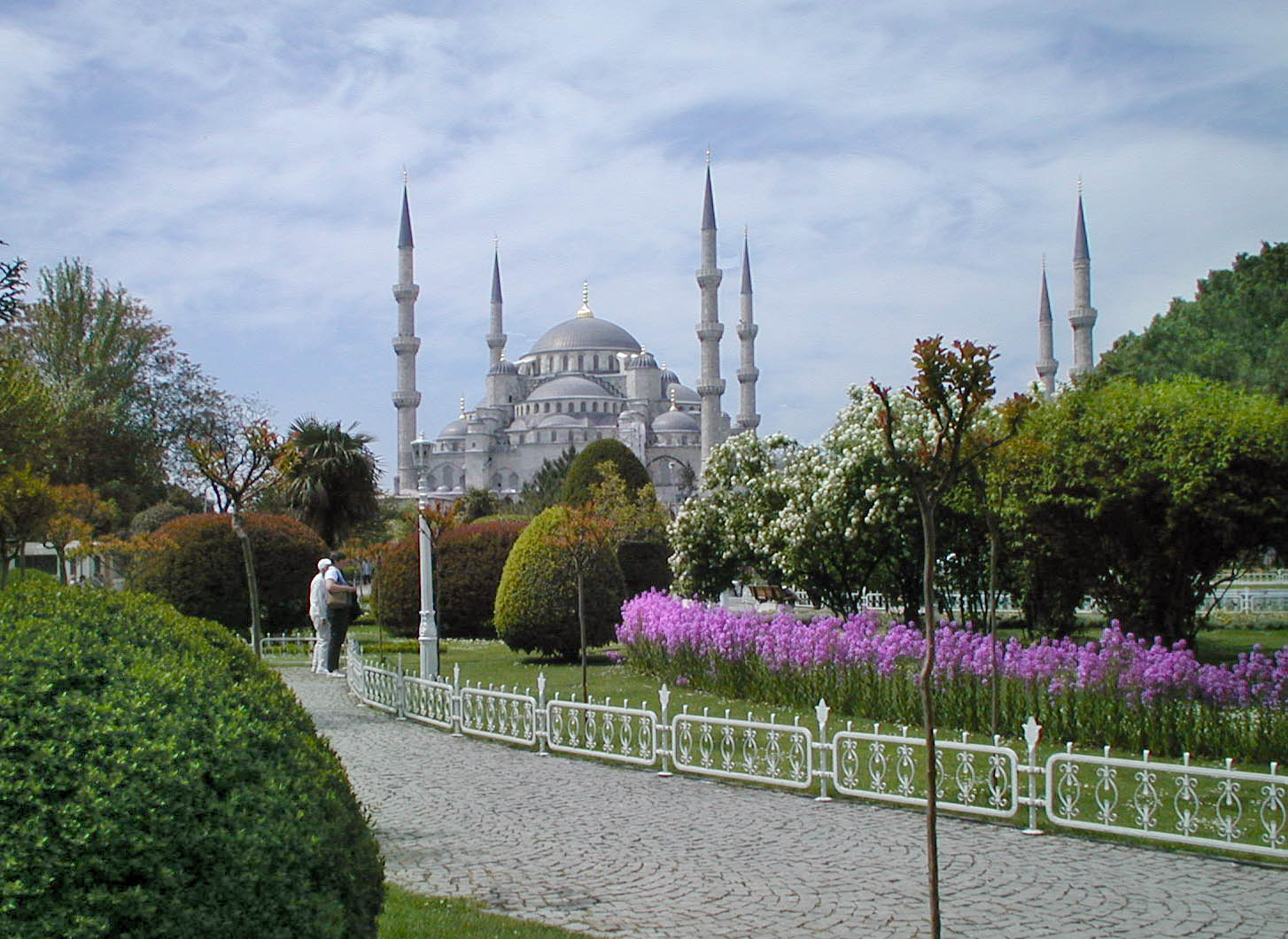
اطلاله علي جامع السلطان أحمد من آيا صوفيا
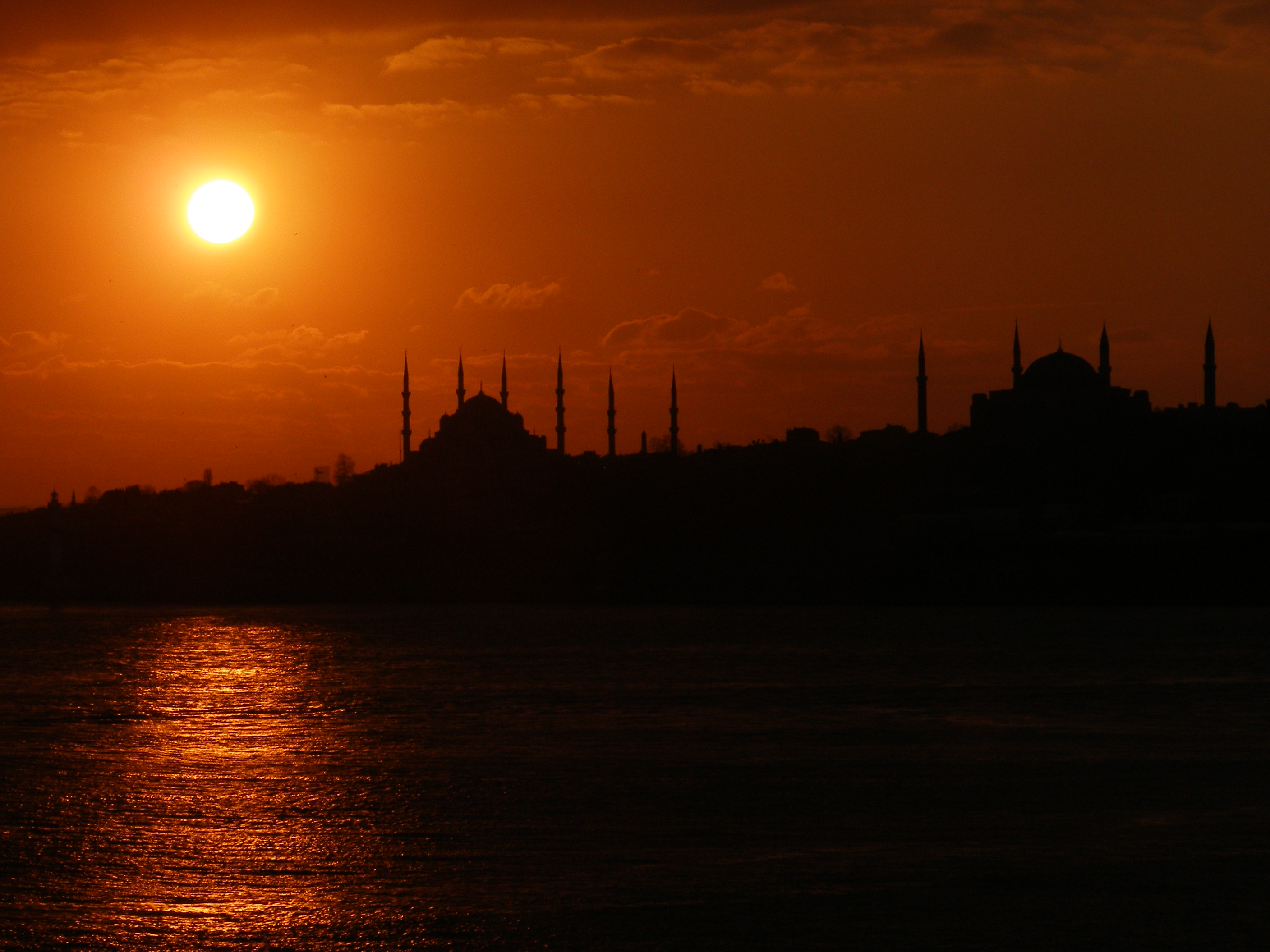
غروب الشمس علي مضيق البسفور في اليمين اياصوفيا وفي اليسار جامع السلطان أحمد
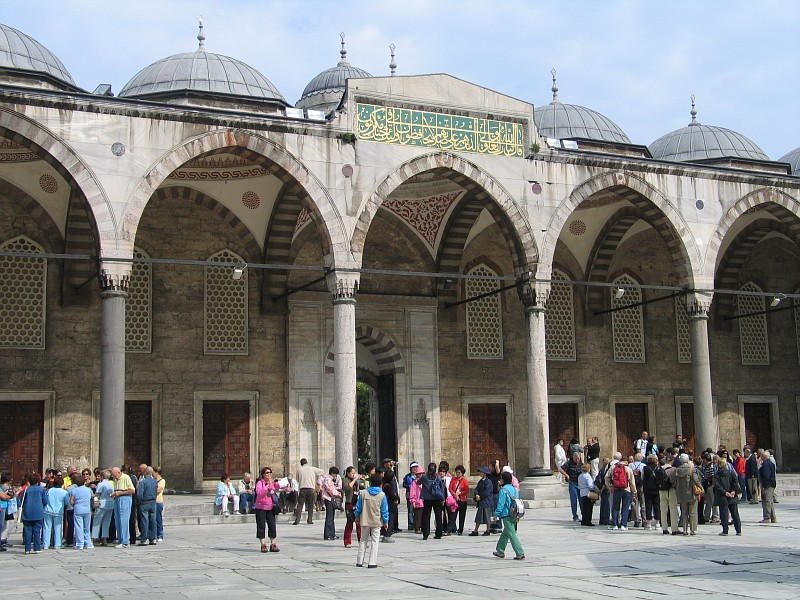
إحدى البوابات
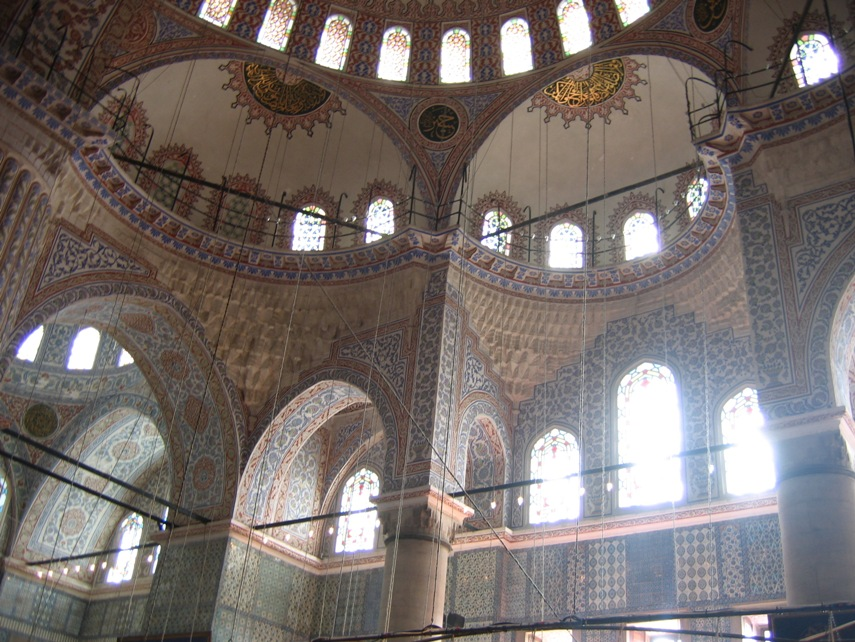
داخل الجامع
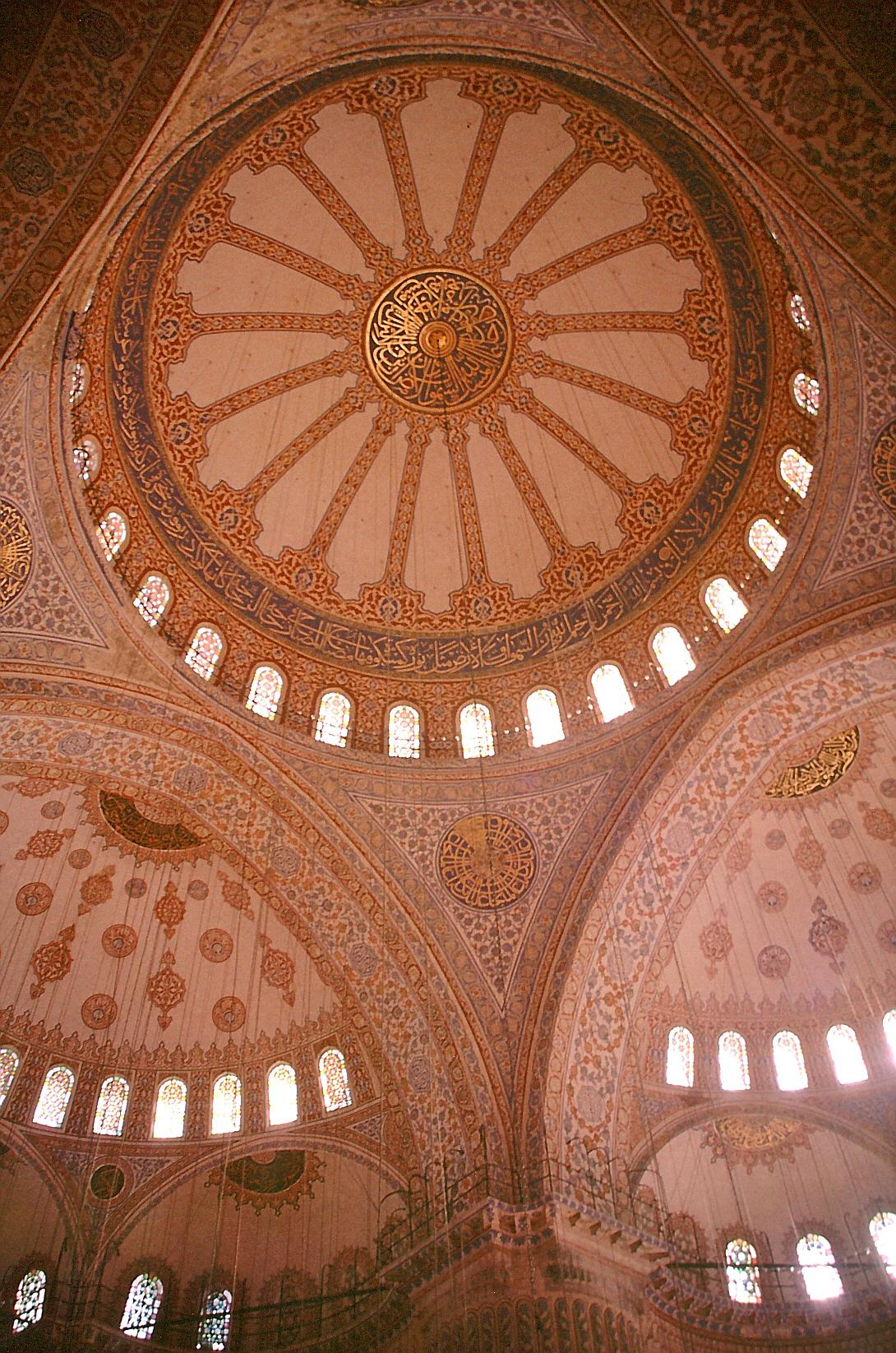
القبة الرئيسية
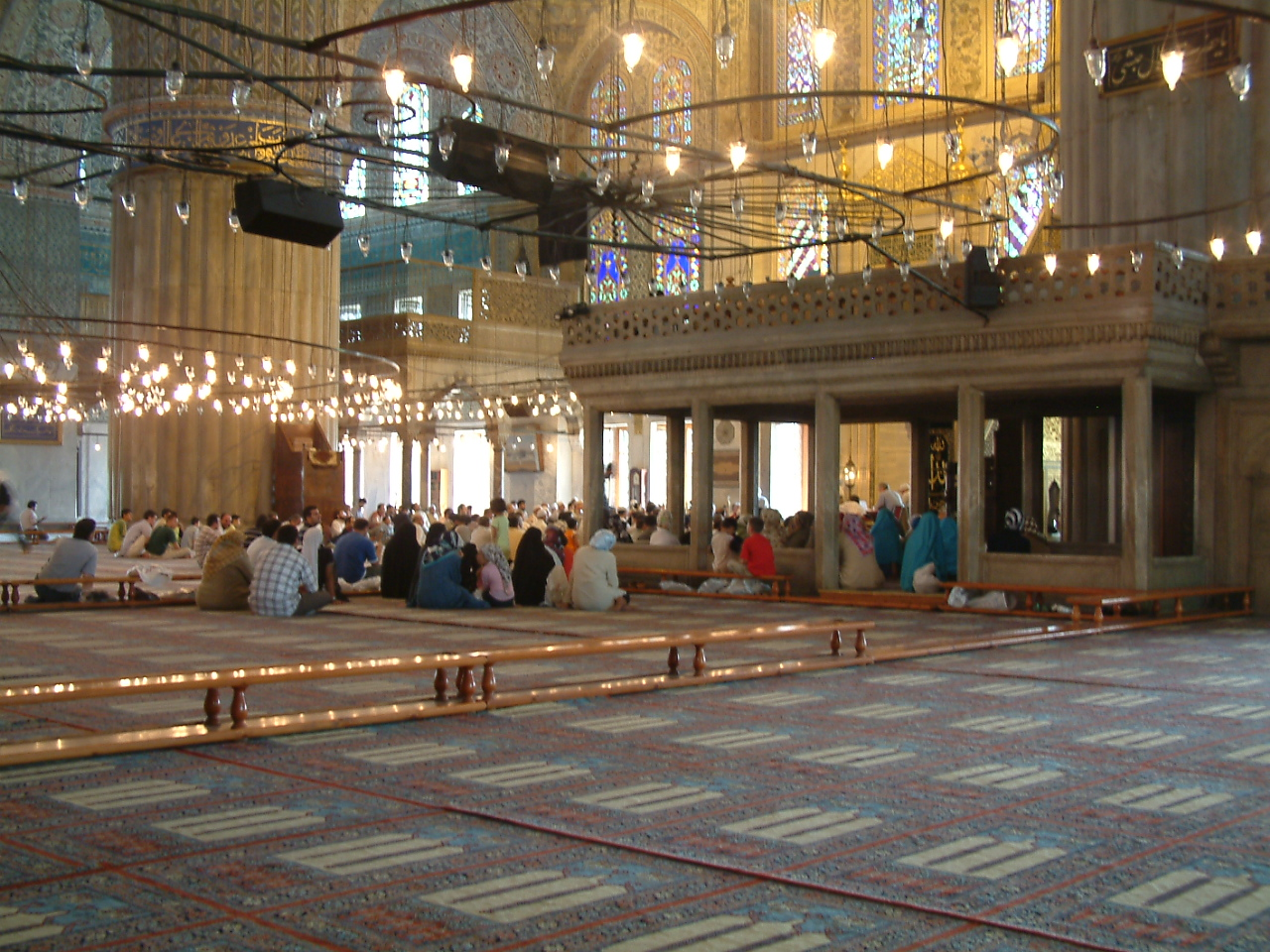
الصلاة داخل المسجد
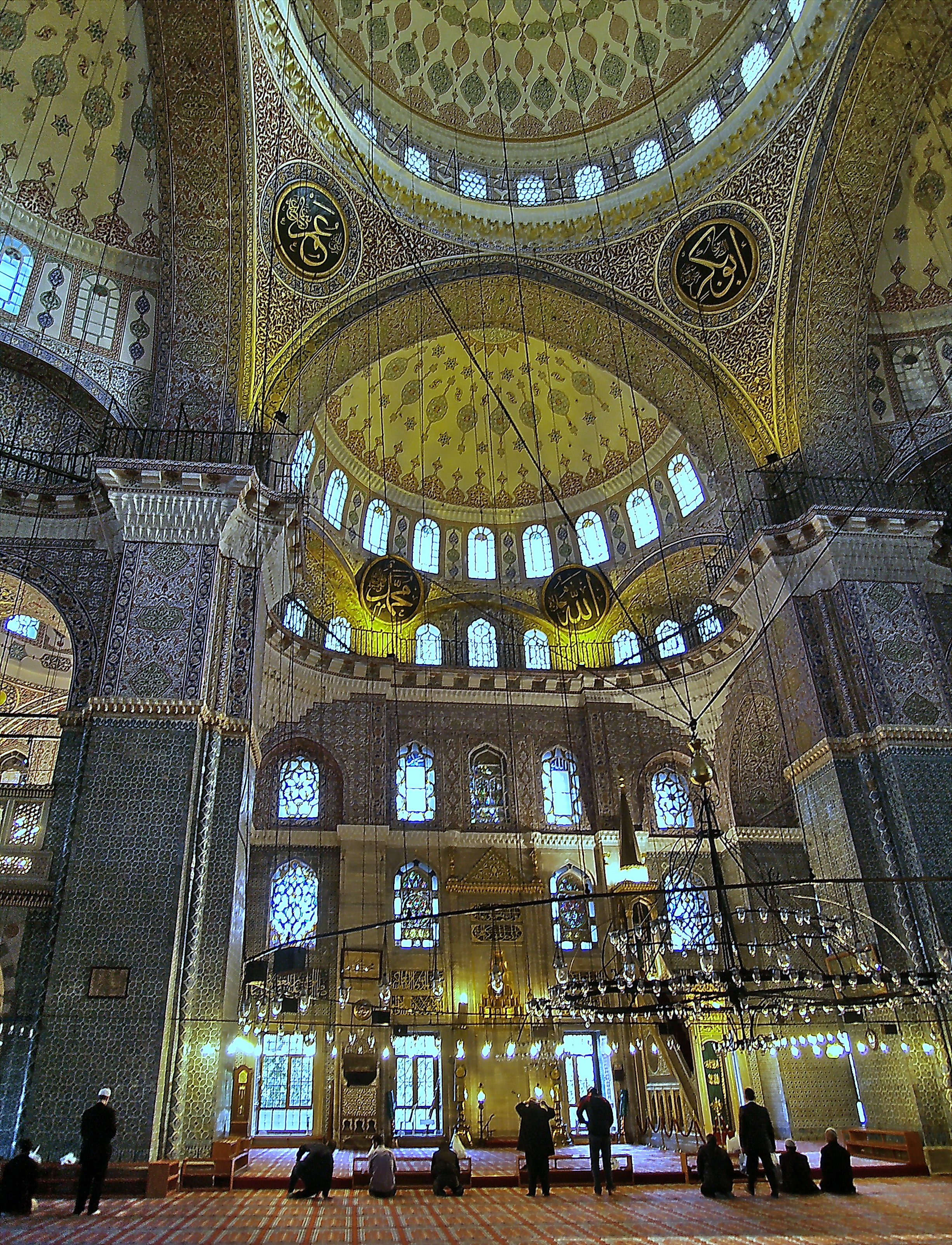
الجامع الأزرق من الداخل
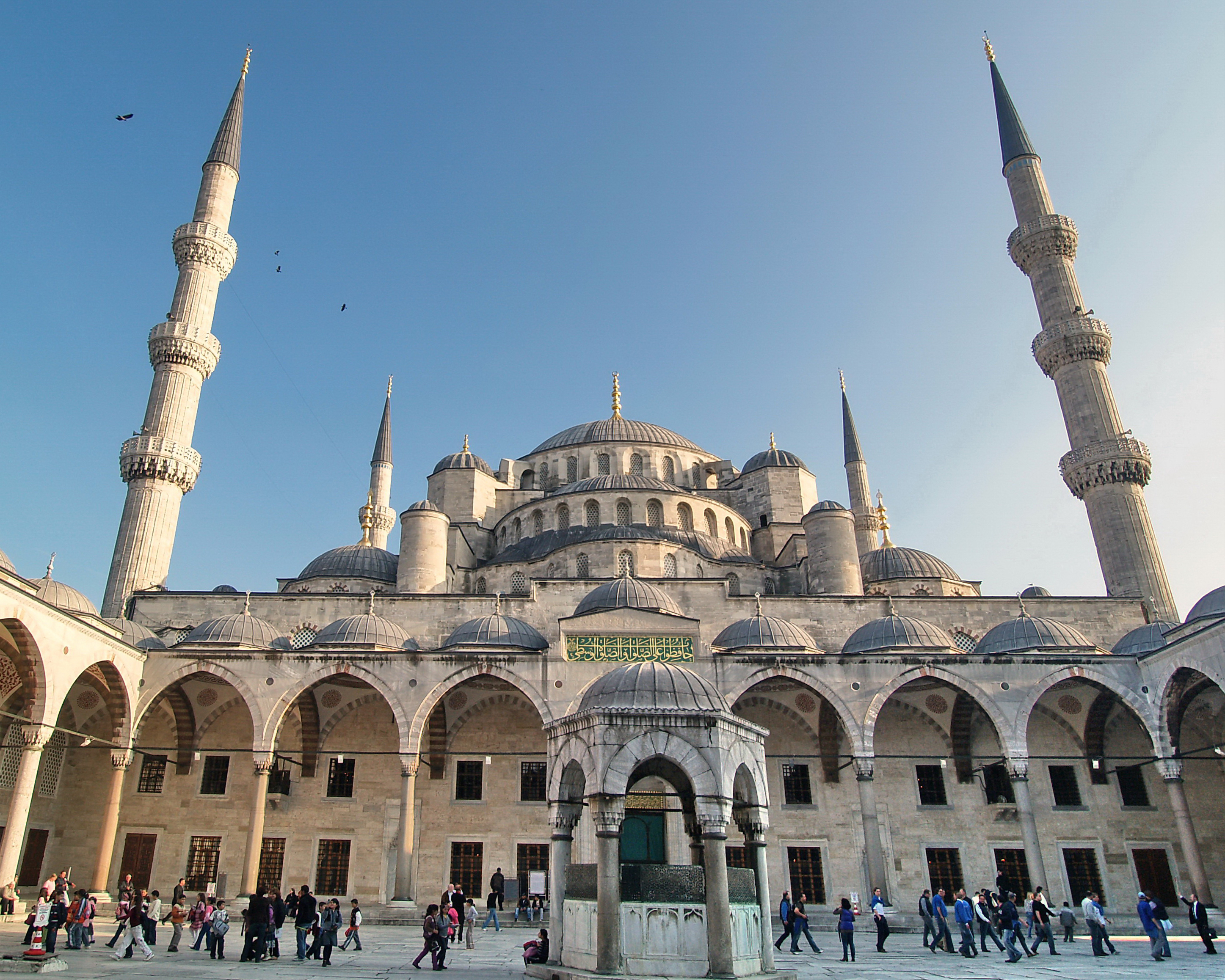
صحن الجامع
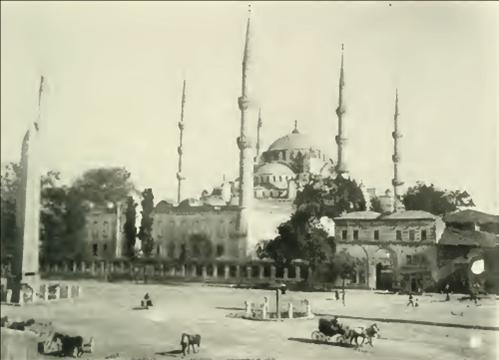
صورة للجامع في مطلع القرن العشرين
- جامع السلطان أحمد